# Charles Benedict (Sportschütze)
Charles Sumner Benedict (* 5. Mai 1867 in Barlow Township, Ohio; † 22. November 1952 in Gallipolis, Ohio) war ein US-amerikanischer Sportschütze.

## Erfolge
Charles Benedict nahm an den Olympischen Spielen 1908 in London teil, bei denen er in zwei Disziplinen antrat. In der Distanz über 1000 Yards mit dem Freien Gewehr belegte er mit 88 Punkten den 13. Platz. Mit dem Armeegewehr war er Teil der US-amerikanischen Mannschaft, die über sechs verschiedene Distanzen vor Großbritannien und Kanada Olympiasieger wurde. Neben Benedict gewannen außerdem William Leushner, William Martin, Charles Winder, Ivan Eastman und Kellogg Casey die Goldmedaille. Mit 407 Punkten war er der schwächste Schütze der Mannschaft.
Benedict war Captain in der 6th Ohio Infantry und arbeitete später als Arzt.